# Major League Soccer 2023
Die 28. Major-League-Soccer-Saison wurde am 25. Februar 2023 eröffnet und die Regular Season endete am 21. Oktober 2023. Das MLS-Cup-Finale fand am 9. Dezember statt.
Gewinner des Supporters’ Shield wurde der FC Cincinnati, den MLS Cup sicherte sich die Columbus Crew mit einem 2:1-Finalsieg gegen Titelverteidiger Los Angeles FC. Wilfried Nancy wurde damit zum ersten Schwarzen Meistertrainer der MLS-Geschichte.

## Änderungen gegenüber der Saison 2022
- Fünf Qualifikationsplätze für CONCACAF Champions League (Champion, Supporters’ Shield, übriger Conference-Sieger, zwei nächstbeste Teams der regulären Saison)
- Kanadische Teams können sich über die MLS für die CONCACAF Champions League qualifizieren
- St. Louis City tritt als 29. Franchise der Liga bei und wird Western Conference zugeordnet
- Der Nashville SC wechselt zurück in die Eastern Conference

## Teilnehmende Mannschaften
In der Saison 2023 nehmen 29 Franchises am Spielbetrieb teil. 26 der 29 Franchises sind in den Vereinigten Staaten, drei in Kanada beheimatet. Die auf der Karte mit einem blauen Punkt markierten Mannschaften spielen in der Western, die mit einem roten Punkt markierten in der Eastern Conference.
| Franchise              | Standort                    | Stadion                    | Kapazität |
| ---------------------- | --------------------------- | -------------------------- | --------- |
| Atlanta United         | Atlanta, Georgia            | Mercedes-Benz Stadium      | 42.500    |
| Austin FC              | Austin, Texas               | Q2 Stadium                 | 20.738    |
| Charlotte FC           | Charlotte, North Carolina   | Bank of America Stadium    | 40.000    |
| Chicago Fire           | Chicago, Illinois           | Soldier Field              | 61.500    |
| FC Cincinnati          | Cincinnati, Ohio            | TQL Stadium                | 26.000    |
| Colorado Rapids        | Commerce City, Colorado     | Dick’s Sporting Goods Park | 18.086    |
| Columbus Crew          | Columbus, Ohio              | Lower.com Field            | 20.011    |
| D.C. United            | Washington, D.C.            | Audi Field                 | 20.000    |
| FC Dallas              | Frisco, Texas               | Toyota Stadium             | 20.500    |
| Houston Dynamo         | Houston, Texas              | Shell Energy Stadium       | 22.039    |
| LA Galaxy              | Carson, Kalifornien         | Dignity Health Sports Park | 27.000    |
| Los Angeles FC         | Los Angeles, Kalifornien    | BMO Stadium                | 22.000    |
| Inter Miami            | Fort Lauderdale, Florida    | Inter Miami Stadium        | 21.000    |
| Minnesota United       | Golden Valley, Minnesota    | Allianz Field              | 19.400    |
| CF Montreal            | Montreal, Québec            | Stade Saputo               | 20.801    |
| Nashville SC           | Nashville, Tennessee        | Geodis Park                | 30.000    |
| New England Revolution | Foxborough, Massachusetts   | Gillette Stadium           | 20.000    |
| New York City FC       | New York City, New York     | Yankee Stadium             | 33.444    |
| New York Red Bulls     | Harrison, New Jersey        | Red Bull Arena             | 25.000    |
| Orlando City           | Orlando, Florida            | Exploria Stadium           | 25.500    |
| Philadelphia Union     | Chester, Pennsylvania       | Subaru Park                | 18.500    |
| Portland Timbers       | Portland, Oregon            | Providence Park            | 25.218    |
| Real Salt Lake         | Sandy, Utah                 | America First Field        | 20.213    |
| San José Earthquakes   | San José, Kalifornien       | PayPal Park                | 18.000    |
| Seattle Sounders       | Seattle, Washington         | Lumen Field                | 38.300    |
| Sporting Kansas City   | Kansas City, Missouri       | Children’s Mercy Park      | 18.467    |
| St. Louis City         | St. Louis, Missouri         | Citypark                   | 22.500    |
| Toronto FC             | Toronto, Ontario            | BMO Field                  | 30.991    |
| Vancouver Whitecaps    | Vancouver, British Columbia | BC Place Stadium           | 21.000    |

## Regular Season

### Modus
Jede Mannschaft spielte insgesamt 34 Spiele, davon 17 Heim- und 17 Auswärtsspiele. Die 15 Mannschaften der Eastern Conference spielten je zwei Spiele gegen jede andere Mannschaft der eigenen Conference und je eins gegen sechs Teams der Western Conference. In der Western Conference spielten die Mannschaften ebenfalls je zwei Spiele gegen die übrigen Kontrahenten der eigenen Conference sowie ein oder zwei zusätzliche Spiele gegen eines davon. Außerdem spielen sie je ein Spiel gegen sechs bzw. sieben Mannschaften der Eastern Conference.
Die Regular Season begann am 25. Februar 2023 und endete am 21. Oktober 2023. Zwischen dem 15. Juli bis zum 20. August gab es eine Spielpause für den Leagues Cup sowie im Oktober und November für Länderspiele.
Nach der Regular Season nahmen neun Mannschaften pro Conference an den Play-offs teil. Die 1. Runde der Play-offs wurde in einem Best-of-Three-Format ausgespielt, an dem die sieben besten jeder Conference sowie der Gewinner der Wildcard-Runde teilnahmen. In dieser spielten die Acht- und Neuntplatzierten einer Conference gegeneinander. Die Conference-Halbfinals, -Finals und der MLS Cup wurden im K.o.-System gespielt. Hierbei hatte das vorher jeweils höher platzierte Team Heimrecht.

### Tabellen

#### Eastern Conference
| Pl.             | Verein                 | Sp. | S  | U  | N  | Tore    | Diff. | Punkte | Anm.    |
| --------------- | ---------------------- | --- | -- | -- | -- | ------- | ----- | ------ | ------- |
| 1.              | FC Cincinnati          | 34  | 20 | 9  | 5  | 057:390 | +18   | 69     | PO / CL |
| 2.              | Orlando City           | 34  | 18 | 9  | 7  | 055:390 | +16   | 63     | PO      |
| 3.              | Columbus Crew          | 34  | 16 | 9  | 9  | 067:460 | +21   | 57     | PO      |
| 4.              | Philadelphia Union     | 34  | 15 | 10 | 9  | 057:410 | +16   | 55     | PO      |
| 5.              | New England Revolution | 34  | 15 | 10 | 9  | 058:460 | +12   | 55     | PO      |
| 6.              | Atlanta United         | 34  | 13 | 12 | 9  | 066:530 | +13   | 51     | PO      |
| 7.              | Nashville SC           | 34  | 13 | 10 | 11 | 039:320 | +7    | 49     | PO      |
| 8.              | New York Red Bulls     | 34  | 11 | 10 | 13 | 036:390 | −3    | 43     | WC      |
| 9.              | Charlotte FC           | 34  | 10 | 13 | 11 | 045:520 | −7    | 43     | WC      |
| 10.             | CF Montréal            | 34  | 12 | 5  | 17 | 036:520 | −16   | 41     |         |
| 11.             | New York City FC       | 34  | 9  | 14 | 11 | 035:390 | −4    | 41     |         |
| 12.             | D.C. United            | 34  | 10 | 10 | 14 | 045:490 | −4    | 40     |         |
| 13.             | Chicago Fire           | 34  | 10 | 10 | 14 | 039:510 | −12   | 40     |         |
| 14.             | Inter Miami            | 34  | 9  | 7  | 18 | 041:540 | −13   | 34     |         |
| 15.             | Toronto FC             | 34  | 4  | 10 | 20 | 026:590 | −33   | 22     |         |
| Stand: Endstand |                        |     |    |    |    |         |       |        |         |

| Zum Ende der regulären Saison: |                                                   |
| CL                             | Qualifikation für den CONCACAF Champions Cup 2024 |
| PO                             | Qualifikation für die 1. Runde der Play-offs      |
| WC                             | Qualifikation für die Wildcard-Runde              |

#### Western Conference
| Pl.             | Verein               | Sp. | S  | U  | N  | Tore    | Diff. | Punkte | Anm.    |
| --------------- | -------------------- | --- | -- | -- | -- | ------- | ----- | ------ | ------- |
| 1.              | St. Louis City       | 34  | 17 | 5  | 12 | 062:450 | +17   | 56     | PO / CL |
| 2.              | Seattle Sounders     | 34  | 14 | 11 | 9  | 041:320 | +9    | 53     | PO      |
| 3.              | Los Angeles FC       | 34  | 14 | 10 | 10 | 054:390 | +15   | 52     | PO      |
| 4.              | Houston Dynamo       | 34  | 14 | 9  | 11 | 051:380 | +13   | 51     | PO      |
| 5.              | Real Salt Lake       | 34  | 14 | 8  | 12 | 048:500 | −2    | 50     | PO      |
| 6.              | Vancouver Whitecaps  | 34  | 12 | 12 | 10 | 055:480 | +7    | 48     | PO      |
| 7.              | FC Dallas            | 34  | 11 | 13 | 10 | 041:370 | +4    | 46     | PO      |
| 8.              | Sporting Kansas City | 34  | 12 | 8  | 14 | 048:510 | −3    | 44     | WC      |
| 9.              | San José Earthquakes | 34  | 10 | 14 | 10 | 039:430 | −4    | 44     | WC      |
| 10.             | Portland Timbers     | 34  | 11 | 10 | 13 | 046:580 | −12   | 43     |         |
| 11.             | Minnesota United     | 34  | 10 | 11 | 13 | 046:510 | −5    | 41     |         |
| 12.             | Austin FC            | 34  | 10 | 9  | 15 | 049:550 | −6    | 39     |         |
| 13.             | LA Galaxy            | 34  | 8  | 12 | 14 | 051:670 | −16   | 36     |         |
| 14.             | Colorado Rapids      | 34  | 5  | 12 | 17 | 026:540 | −28   | 27     |         |
| Stand: Endstand |                      |     |    |    |    |         |       |        |         |

| Zum Ende der regulären Saison: |                                                   |
| CL                             | Qualifikation für den CONCACAF Champions Cup 2024 |
| PO                             | Qualifikation für die 1. Runde der Play-offs      |
| WC                             | Qualifikation für die Wildcard-Runde              |

#### Gesamttabelle
Die Gesamttabelle bildet die Leistung aller 29 Teilnehmer während der Regular Season im Vergleich ab. Der Erstplatzierte gewinnt den MLS Supporters’ Shield und qualifiziert sich für die CONCACAF Champions League.
| Pl.             | Verein                 | Sp. | S  | U  | N  | Tore    | Diff. | Punkte |
| --------------- | ---------------------- | --- | -- | -- | -- | ------- | ----- | ------ |
| 1.              | FC Cincinnati          | 34  | 20 | 9  | 5  | 057:390 | +18   | 69     |
| 2.              | Orlando City           | 34  | 18 | 9  | 7  | 055:390 | +16   | 63     |
| 3.              | Columbus Crew          | 34  | 16 | 9  | 9  | 067:460 | +21   | 57     |
| 4.              | St. Louis City         | 34  | 17 | 5  | 12 | 062:450 | +17   | 56     |
| 5.              | Philadelphia Union     | 34  | 15 | 10 | 9  | 057:410 | +16   | 55     |
| 6.              | New England Revolution | 34  | 15 | 10 | 9  | 058:460 | +12   | 55     |
| 7.              | Seattle Sounders       | 34  | 14 | 11 | 9  | 041:320 | +9    | 53     |
| 8.              | Los Angeles FC         | 34  | 14 | 10 | 10 | 054:390 | +15   | 52     |
| 9.              | Houston Dynamo         | 34  | 14 | 9  | 11 | 051:380 | +13   | 51     |
| 10.             | Atlanta United         | 34  | 13 | 12 | 9  | 066:530 | +13   | 51     |
| 11.             | Real Salt Lake         | 34  | 14 | 8  | 12 | 048:500 | −2    | 50     |
| 12.             | Nashville SC           | 34  | 13 | 10 | 11 | 039:320 | +7    | 49     |
| 13.             | Vancouver Whitecaps    | 34  | 12 | 12 | 10 | 055:480 | +7    | 48     |
| 14.             | FC Dallas              | 34  | 11 | 13 | 10 | 041:370 | +4    | 46     |
| 15.             | Sporting Kansas City   | 34  | 12 | 8  | 14 | 048:510 | −3    | 44     |
| 16.             | San José Earthquakes   | 34  | 10 | 14 | 10 | 039:430 | −4    | 44     |
| 17.             | New York Red Bulls     | 34  | 11 | 10 | 13 | 036:390 | −3    | 43     |
| 18.             | Portland Timbers       | 34  | 11 | 10 | 13 | 046:580 | −12   | 43     |
| 19.             | Charlotte FC           | 34  | 10 | 13 | 11 | 045:520 | −7    | 43     |
| 20.             | CF Montréal            | 34  | 12 | 5  | 17 | 036:520 | −16   | 41     |
| 21.             | Minnesota United       | 34  | 10 | 11 | 13 | 046:510 | −5    | 41     |
| 22.             | New York City FC       | 34  | 9  | 14 | 11 | 035:390 | −4    | 41     |
| 23.             | D.C. United            | 34  | 10 | 10 | 14 | 045:490 | −4    | 40     |
| 24.             | Chicago Fire           | 34  | 10 | 10 | 14 | 039:510 | −12   | 40     |
| 25.             | Austin FC              | 34  | 10 | 9  | 15 | 049:550 | −6    | 39     |
| 26.             | LA Galaxy              | 34  | 8  | 12 | 14 | 051:670 | −16   | 36     |
| 27.             | Inter Miami            | 34  | 9  | 7  | 18 | 041:540 | −13   | 34     |
| 28.             | Colorado Rapids        | 34  | 5  | 12 | 17 | 026:540 | −28   | 27     |
| 29.             | Toronto FC             | 34  | 4  | 10 | 20 | 026:590 | −33   | 22     |
| Stand: Endstand |                        |     |    |    |    |         |       |        |

## MLS Cup Play-offs
Die MLS Cup Play-offs 2023 begannen mit den Spielen der Wildcard-Runde am 25. Oktober und endeten mit dem Finale am 9. Dezember. In Klammern ist die Platzierung in der jeweiligen Conference-Tabelle aus der Regular Season angegeben. Die ranghöhere Mannschaft hatte stets Heimrecht.

### Wildcard-Runde
Eastern Conference
| Datum            |                        | Ergebnis  |                  |
| ---------------- | ---------------------- | --------- | ---------------- |
| 25. Oktober 2023 | New York Red Bulls [8] | 5:2 (3:0) | Charlotte FC [9] |

Western Conference
| Datum            |                          | Ergebnis        |                          |
| ---------------- | ------------------------ | --------------- | ------------------------ |
| 25. Oktober 2023 | Sporting Kansas City [8] | 0:0 (4:2 i. E.) | San José Earthquakes [9] |

### 1. Runde
Eastern Conference
|                                                     | Serie | Spiel 1   | Spiel 2               | Spiel 3   |
| --------------------------------------------------- | ----- | --------- | --------------------- | --------- |
| FC Cincinnati [1] – New York Red Bulls [8]          | 2:0   | 3:0 (2:0) | 1:1 (1:0) (7:8 i. E.) | –         |
| Orlando City [2] – Nashville SC [7]                 | 2:0   | 1:0 (1:0) | 1:0 (1:0)             | –         |
| Columbus Crew [3] – Atlanta United [6]              | 2:1   | 2:0 (1:0) | 2:4 (1:2)             | 4:2 (3:1) |
| Philadelphia Union [4] – New England Revolution [5] | 2:0   | 3:1 (3:0) | 1:0 (0:0)             | –         |

Western Conference
|                                               | Serie | Spiel 1   | Spiel 2               | Spiel 3               |
| --------------------------------------------- | ----- | --------- | --------------------- | --------------------- |
| St. Louis City [1] – Sporting Kansas City [8] | 0:2   | 1:4 (1:3) | 1:2 (0:1)             | –                     |
| Seattle Sounders [2] – FC Dallas [7]          | 2:1   | 2:0 (1:0) | 1:3 (2:0)             | 1:0 (1:0)             |
| Los Angeles FC [3] – Vancouver Whitecaps [6]  | 2:0   | 5:2 (2:1) | 1:0 (1:0)             | –                     |
| Houston Dynamo [4] – Real Salt Lake [5]       | 2:1   | 2:1 (1:0) | 1:1 (1:0) (4:5 i. E.) | 1:1 (1:0) (4:3 i. E.) |

### Conference-Halbfinale
Eastern Conference
| Datum             |                   | Ergebnis        |                        |
| ----------------- | ----------------- | --------------- | ---------------------- |
| 25. November 2023 | FC Cincinnati [1] | 1:0 (0:0)       | Philadelphia Union [4] |
| 25. November 2023 | Orlando City [2]  | 0:0 (0:2 n. V.) | Columbus Crew [3]      |

Western Conference
| Datum             |                      | Ergebnis  |                          |
| ----------------- | -------------------- | --------- | ------------------------ |
| 26. November 2023 | Seattle Sounders [2] | 0:1 (0:1) | Los Angeles FC [3]       |
| 26. November 2023 | Houston Dynamo [4]   | 1:0 (1:0) | Sporting Kansas City [8] |

### Conference-Finale
Eastern Conference
| Datum            |                   | Ergebnis              |                   |
| ---------------- | ----------------- | --------------------- | ----------------- |
| 2. Dezember 2023 | FC Cincinnati [1] | 2:2 (2:0) (2:3 n. V.) | Columbus Crew [3] |

Western Conference
| Datum            |                    | Ergebnis  |                    |
| ---------------- | ------------------ | --------- | ------------------ |
| 2. Dezember 2023 | Los Angeles FC [3] | 2:0 (1:0) | Houston Dynamo [4] |

### MLS-Cup-Finale
Da Columbus Crew in der Gesamttabelle besser abgeschnitten hatte, fand das Spiel im Lower.com Field in Columbus, Ohio statt. Für Columbus Crew war es die vierte Teilnahme, für Titelverteidiger Los Angeles FC die zweite Teilnahme.
| Columbus Crew (3.)                                   | Columbus Crew (3.) | Los Angeles FC (8.) | Los Angeles FC (8.) |
| ---------------------------------------------------- | --- | --- | ------------------- |
| Columbus Crew (3.)                                   | \| 9. Dezember 2023 in Columbus, Ohio (Lower.com Field) \| \| Ergebnis: 2:1 (2:0) \| \| Zuschauer: 20.802 \| \| Schiedsrichter: Armando Villarreal \| \| Spielbericht \| | \| 9. Dezember 2023 in Columbus, Ohio (Lower.com Field) \| \| Ergebnis: 2:1 (2:0) \| \| Zuschauer: 20.802 \| \| Schiedsrichter: Armando Villarreal \| \| Spielbericht \| | Los Angeles FC (8.) |
| Columbus Crew (3.)                                   | Patrick Schulte – Steven Moreira, Rudy Camacho, Malte Amundsen – Mohamed Farsi (86. Christian Ramirez), Darlington Nagbe (83. Sean Zawadzki), Aidan Morris, Yaw Yeboah (83. Jewhen Tscheberko) – Alexandru Matan, Diego Rossi (90.+1 Kevin Molino) – Cucho Hernández (85. Julian Gressel) Cheftrainer: Wilfried Nancy | Maxime Crépeau – Ryan Hollingshead, Jesús Murillo, Giorgio Chiellini, Diego Palacios (87. Sergi Palencia) – Timothy Tillman (60. Mateusz Bogusz), Ilie Sánchez (87. Mario González), Kellyn Acosta (76. Filip Krastev) – Cristian Olivera, Carlos Vela, Denis Bouanga Cheftrainer: Steven Cherundolo | Los Angeles FC (8.) |
| Columbus Crew (3.)                                   | 1:0 Cucho Hernández (33., Elfmeter) 2:0 Yeboah (37.) | 2:1 Bouanga (74.) | Los Angeles FC (8.) |
| Columbus Crew (3.)                                   | Amundsen (61.), Rossi (90.), Aidan Morris (90.+3) | Vela (49.), Tillman (53.), Ilie Sánchez (67.), Palacios (85.), | Los Angeles FC (8.) |
| 9. Dezember 2023 in Columbus, Ohio (Lower.com Field) | | |                     |
| Ergebnis: 2:1 (2:0)                                  | | |                     |
| Zuschauer: 20.802                                    | | |                     |
| Schiedsrichter: Armando Villarreal                   | | |                     |
| Spielbericht                                         | | |                     |